# 彭庭堅
彭庭坚（1312年—1354年），字允诚，元朝温州瑞安（今浙江瑞安市）人。
元顺帝至正五年（1345年）进士，授承事郎、同知沂州事，在任捣毁牛皇神祠，免除横征急敛。以平反狱囚得罪上司，弃官归家。至正十年（1350年），为崇安县尹。至正十一年（1351年），升建宁路总管府同知。收复建阳、平定浦城。至正十二年（1352年），击败由江西入闽之红巾军，平定建宁、邵武等地，以功擢福建道宣慰使司副都元帅，镇守邵武。至正十四年（1354年），镇抚万户岳焕放纵士卒暴虐百姓，彭庭坚想把他绳之以法，岳焕于是兵变，将他杀害。朝廷追赠赠中奉大夫、福建道宣慰使都元帅，封忠愍侯。